# Robert Docking
Robert Blackwell Docking (* 9. Oktober 1925 in Kansas City, Missouri; † 8. Oktober 1983 in Arkansas City, Kansas) war ein US-amerikanischer Politiker und von 1967 bis 1975 der 38. Gouverneur des Bundesstaates Kansas.

## Frühe Jahre
Robert Docking war der Sohn von George Docking, der zwischen 1957 und 1961 als Gouverneur von Kansas amtierte. Er besuchte bis 1948 die University of Kansas und dann die University of Wisconsin, wo er das Bankwesen studierte. Während des Zweiten Weltkrieges diente er im Fliegerkorps der US Army. Bis 1951 war er als Reservist Oberleutnant der neu gegründeten US-Luftwaffe. Nach dem Krieg zog Docking nach Arkansas City, wo er ein erfolgreicher Bankier und zeitweise auch Bürgermeister dieser Stadt wurde.

## Politische Laufbahn
Wie sein Vater war auch Robert Docking Mitglied der Demokratischen Partei. Diese nominierte ihn im Jahr 1966 als ihren Kandidaten für die Gouverneurswahlen. Nach der gegen den republikanischen Amtsinhaber William H. Avery gewonnenen Wahl konnte er sein neues Amt am 9. Januar 1967 antreten. Ihm sollte es als erstem und einzigem Gouverneur von Kansas gelingen, vier jeweils zweijährige Amtszeiten zu absolvieren. Damit kam er auf eine gesamte Amtszeit von acht Jahren. In seiner letzten Amtszeit wurde die Verfassung dahingehend geändert, dass eine Amtszeit des Gouverneurs von zwei auf vier Jahre verlängert wurde und der Gouverneur nur zweimal gewählt werden darf. Damit bleibt Docking der einzige Gouverneur von Kansas, der vier zusammenhängende Amtszeiten hatte, auch wenn es sich dabei um nur zweijährige Amtszeiten handelte.
In den acht Jahren seiner Regierung geschah innenpolitisch in Kansas, außer der angesprochenen Verfassungsänderung, recht wenig. Erwähnenswert ist, dass sich Docking für die Farmer und kleineren Geschäftsleute einsetzte und den Umweltschutz förderte. Es war die Zeit, in der der Vietnamkrieg und die Demonstrationen dagegen ihren Höhepunkt erreichten. Am Ende seiner Regierung zeichnete sich dann das Ende dieses Krieges ab, in dem auch Soldaten aus Kansas eingesetzt waren. Es war auch die Zeit der Bürgerrechtsbewegung in den Vereinigten Staaten. Die Auswirkungen auf Kansas waren aber im Vergleich zu anderen Bundesstaaten, vor allem im Süden, gering. Gouverneur Docking war Vorsitzender der Midwestern Governors’ Conference.

## Weiterer Lebenslauf
Nach dem Ende seiner Amtszeit kehrte Docking nach Arkansas City zurück, wo er wieder als Bankier tätig wurde. Dort starb er am 8. Oktober 1983 am Vorabend seines 58. Geburtstages. Er wurde in Kansas City beigesetzt. Robert Docking war mit Meredith Gear verheiratet, mit der er zwei Kinder hatte. Sein Sohn Thomas war später unter Gouverneur John W. Carlin als Vizegouverneur dessen Vertreter und danach erfolgloser Kandidat für das Amt des Gouverneurs. Die Docking-Familie ist auch heute noch in Kansas einflussreich und besitzt die Bank in Arkansas City.